# Berkhamsted
Berkhamsted is een town, een borough en een civil parish in het Engelse graafschap Hertfordshire. De stad bevindt zich in het district Dacorum en is sinds 1984 ook een borough van Dacorum. De plaats telt 18.015 inwoners.
In de plaats, naar de spoorwegstation, ligt een burcht, daterend uit de middeleeuwen.  Hendrik II, Hendrik III en Richard III hebben allen hier gewoond.  De burcht is nu een ruïne.

## Geboren in Berkhamsted
- William Cowper (1731-1800), dichter
- Graham Greene (1904-1991), schrijver en agent voor de Britse inlichtingendienst SIS
- Sarah Brightman (1960), zangeres (musical, opera-aria's)